# Alcabón
Alcabón – gmina w Hiszpanii, w prowincji Toledo, w Kastylii-La Mancha, o powierzchni 8,02 km². W 2011 roku gmina liczyła 756 mieszkańców.